# 王云蕗
王云蕗（1996年5月20日—），中国女子排球运动员，亦為中國國家女子排球隊成員，身高1米92，司職主攻位置，現時效力北京汽车女排。
曾获得2012年亞洲青少年女子排球錦標賽亚军、2013年世界青少年女子排球錦標賽冠军、2023年世界女排联赛亚军，以及2022年亚洲运动会金牌。